# 柄澤照文
柄澤 照文（からさわ てるふみ、1949年 - ）は、日本のペン画家、イラストレーター。農山村や都市の路地、江戸期の日本の風景などを描く。新聞連載多数。細やかな線画と、ほのぼのした作風で知られる。1978年に『おかざきしんぶん』を創刊。同紙は地元岡崎市のミニコミ紙の先駆となった。

## 来歴
愛知県宝飯郡赤坂町（現・豊川市）に生まれる。赤坂町は、名古屋市で教員をしていた父親の疎開先だった。3歳のときに一家は岡崎市に転居。同市六供町で育つ。岡崎市立梅園小学校、岡崎市立葵中学校卒業。
絵の教室の手伝いをしているときに結婚。1978年（昭和52年）1月、妻と二人でミニコミ紙『おかざきしんぶん』を発刊。市民の聞き書きや町ルポを中心に、山中八幡宮のデンデンガッサリの概要、八丁界隈の家並み図、板屋町二十景、戦後の岡崎市の選挙記録などをペン画入りで作成した。第5号の八丁味噌特集では、「1655年に朝鮮通信使が岡崎に宿泊した折に伝えた味噌の製法が八丁味噌の起源となった」という説をいちはやく紹介した。
1970年代から岡崎市は大型の区画整理がいくつも行われ、団地住宅が造成され、国道248号のバイパス工事も始まり、都市整備が加速化していった。「みるみるうちに町が変わっていく。自分たちの住む町を自分たちで考えてみたい」という友人の掛け声の下、1978年（昭和52年）に仲間と「都市研究グループ岡崎」を立ち上げた。週一回、柄澤の家に集まり勉強会をするとともに、拡幅工事前の国道1号付近の連続写真を撮ったり、板屋町の花街の建物の中に入り平面図を調べたりするなど熱心に記録を残した。
1980年（昭和55年）6月22日、衆参同日選挙執行。衆議院旧愛知4区に無所属で立候補した内田康宏の陣営が選挙違反を起こし、岡崎市、安城市、幸田町、旧額田町では多数の公職者が逮捕された。警察は、内田の父親で岡崎市長の内田喜久の金脈も追及。土建業者5社の社長が贈賄容疑で逮捕され、唐沢町の業者社長が書類送検された。岡崎市議会議員は7月14日までに25人もの逮捕者を出すが、内田喜久が留置場から「私が保釈されるまで議員を辞めるな」と指令を送ったため、元議長の岩瀬信一を除きいずれも辞職を拒否した。
最初に行動したのが柄澤だった。同年8月4日、柄澤を中心とする4人の若者が岡崎市議会の即時解散を訴え、市役所玄関前で50時間にわたる座り込みを開始した。その後、市議会の中で自民党と他党の攻防が繰り広げられる中、8月31日に「リコールを進める市民の会」が結成される。合同組織「岡崎市議会リコール連絡会議」が集めたリコール（市議会解散請求）署名数は瞬く間に必要数を突破。9月17日、市議会はついに自主解散に追い込まれた。

### 塩の道、足助町

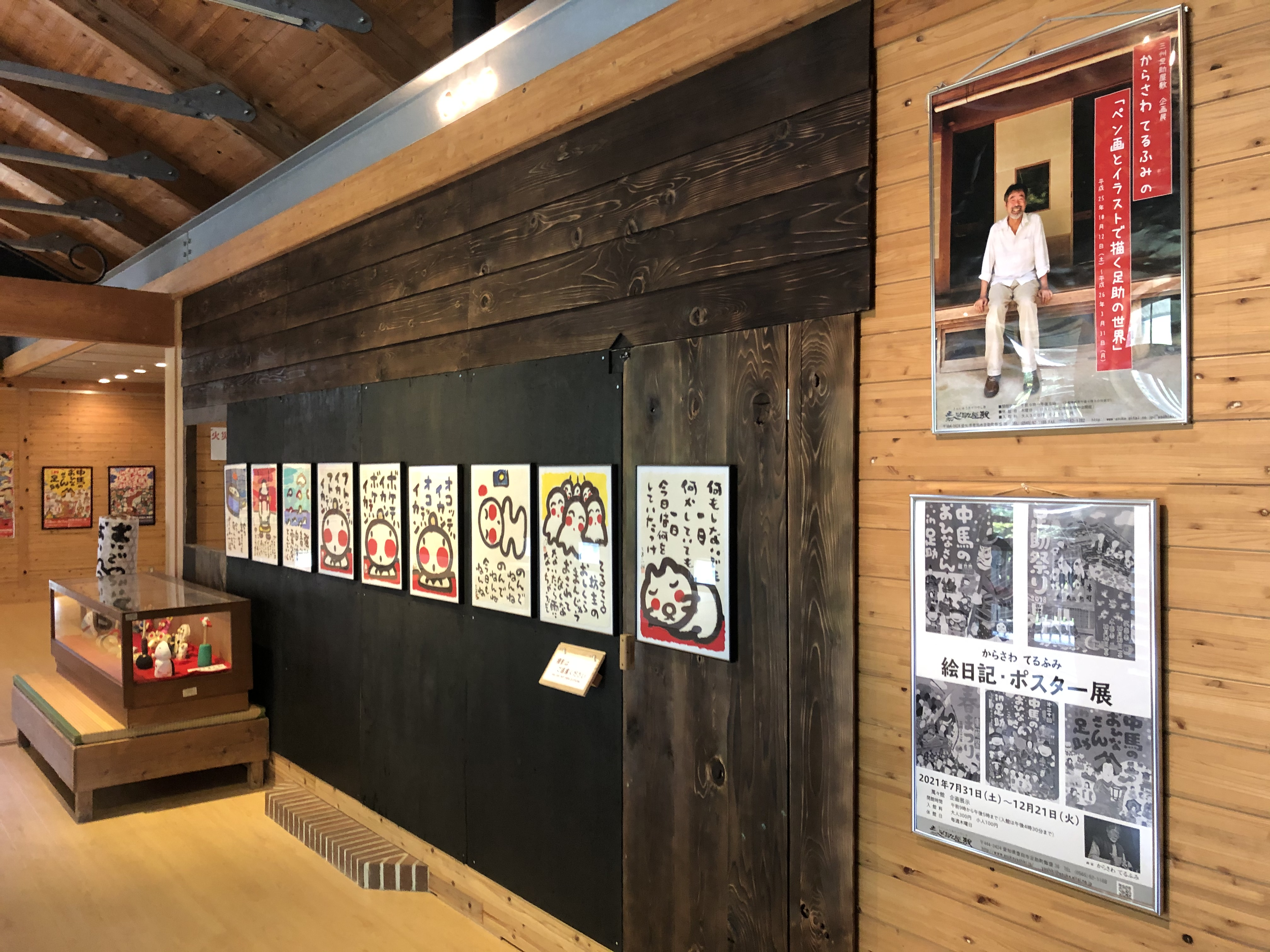
三州足助屋敷

1984年（昭和59年）9月21日、岡崎を軽トラックで出発。40日間、塩の道（矢作川河口～長野県飯田市）の旅スケッチをした。旅の途中の9月23日、東加茂郡足助町（現・豊田市足助町）の三州足助屋敷を訪れると、2代目館長の鈴木茂夫に促されそのまま足助屋敷に2、3泊した。「変わった奴が来たというので、いろりで宴会となった。すごい温かいというか、ここは面白い町だなと思った」と柄澤はのちに述べている。これが切っ掛けとなり、足助の人々との交流が始まる。塩の道はその後も仕事で度々訪れ、本も出版している。
1985年（昭和60年）、足助町に滞在。町並みや三州足助屋敷の職人などを描いた。人物を初めてペン画で描く。塩の道と足助町は柄澤のライフワークとなる。
1986年（昭和61年）前半は『岡崎文化』の編集に携わる傍ら、市制施行以降の岡崎市の文化史年表を作成。同年6月から11月にかけて、岡崎市の鳥瞰画を10景描いた。12月、代表作となる画集「岡崎鳥瞰画集 第一集・第二集」を刊行。
1987年（昭和62年）、菅江真澄の足跡を訪ね、信州、東北、北海道を旅する。朝日新聞に「ガタゴト旅日記」を連載。同年から1988年（昭和63年）にかけて、朝日新聞に「訪問スケッチ―甲山かいわいの人々―」を連載。同年、北海道江差町に半年間滞在。北海道新聞に「三河人のみた道南スケッチ」を連載。
1990年（平成2年）、常滑市のやきもの散歩道を訪れ、職人が土管をつくる風景やれんが造りの煙突や人々の暮らしをスケッチ。朝日新聞知多版に「散歩道の絵日記」を連載。
1991年（平成3年）から1992年（平成4年）にかけて朝日新聞に「柄澤照文のあ～した天気になあれ―東海スケッチ―」を連載。
1993年（平成5年）、朝日新聞に名古屋市広小路通プロムナードのスケッチを連載。

### 屏風絵
2014年（平成26年）、山車が繰り出す足助まつりの様子を三州足助屋敷の屏風に描いた。同年11月、岡崎城下町屏風画展を岡崎信用金庫資料館で開催。徐々に屏風制作が仕事の中心となる。
2015年（平成27年）秋、三河一向一揆の様子を描いた八曲の屏風絵を半年かけて完成させた。
2016年（平成28年）7月1日、岡崎市は市制100年を迎える。柄澤は市制施行当時の様子を再現しようと屏風絵の制作に着手。2018年（平成30年）春、「大正5年岡崎俯瞰図屏風」が完成。岡崎信用金庫資料館で展覧会を開催。
2018年（平成30年）、太平記の場面を描いた「足助次郎重範公屛風」を高さ1.7メートル、幅6.4メートルの屏風絵を発表。また、朝鮮通信使と矢作川から伝馬通りへの町並みを描いた絵を発表した。
2020年（令和2年）4月、三州足助屋敷で、昭和30年ごろの足助の町並みをテーマにした屏風絵の制作に着手。作品は八曲一隻で高さ1.7メートル、幅6.4メートル。5月から6月にかけて制作の様子が公開された。

## 備考
- ペン画に使用する道具は、パイロット製の0.2ミリのドローイング・ペン。絵日記は、9Bが店頭から消えてからは8Bの鉛筆を使う[1]。
- 岡崎観光カレンダー、足助町の「中馬のおひなさん」のポスター、足助まつりのポスターなどを手掛ける[41][39]。岡崎市観光協会が2023年放映予定の大河ドラマ『どうする家康』に向けて制作した2022年カレンダーでは、徳川家康の誕生から桶狭間の戦いや長篠の戦いなど7枚のイラストを描いた[42]。また、同市の六所神社の干支の置物を毎年制作している[43]。

## 画集・著書
- からさわてるふみ『晴れた日足助』マンリン書店、1986年8月。
- からさわてるふみ『岡崎鳥瞰画集 第一集』画廊むらずみ、1986年12月。
- からさわてるふみ『岡崎鳥瞰画集 第二集』画廊むらずみ、1986年12月。
- 知多まほら（文）、柄澤照文（絵）『月夜の動物園』風香舎、2004年3月10日。
- 柄澤照文『塩の道旅日記』樹林舎、2004年11月25日。ISBN 978-4902731019。